# Ординский район
Орди́нский райо́н — административно-территориальная единица (район) в Пермском крае России. На территории района 8 июня 2019 года образован Ординский муниципальный округ.
Административный центр — село Орда.

## География
Ординский район находится в юго-восточной части Пермского края, основная его часть лежит в долине реки Ирень. Площадь района — 1418,3 км².  Граничит с Кишертским, Кунгурским, Суксунским, Уинским районами.
Район расположен в нефтеносной зоне Западного Урала. Разведаны газонефтяные месторождения. Основными полезными ископаемыми на территории района являются: нефть, газ, поделочный камень.

## История
Район (или часть района) входил в Кунгурский уезд.
Ординский район РСФСР образован 27 февраля 1924 года. В состав Пермской области район вошёл в 1938 году. 13 января 1941 года часть территории Ординского района была передана в новый Юго-Осокинский район.
В период с 1963 по 1965 годы район как административная единица не существовал.
До Октябрьской революции 1917 года в Ординском районе было 26 церквей, 7 часовен и 7 мечетей. К 1948 году осталась только одна православная церковь — в деревне Курилово.

## Население
| 2000    | 2002    | 2005    | 2006    | 2007    | 2008    | 2009    | 2010    | 2011    |
| ------- | ------- | ------- | ------- | ------- | ------- | ------- | ------- | ------- |
| 17 641  | ↘17 077 | ↘16 642 | ↘16 600 | ↘16 200 | ↘16 185 | ↘16 123 | ↘15 605 | ↘15 586 |
| 2012    | 2013    | 2014    | 2015    | 2016    | 2017    | 2018    | 2019    | 2020    |
| ↘15 548 | ↘15 436 | ↘15 248 | ↘15 137 | ↘15 065 | ↘14 878 | ↘14 735 | ↘14 515 | ↘14 343 |
| 2021    | 2023    |         |         |         |         |         |         |         |
| ↗14 530 | ↘14 149 |         |         |         |         |         |         |         |

### Национальный состав
Русские — 80,5 %, татары — 16,9 %, коми-пермяки — 0,7 %, остальные — представители других национальностей.

## Муниципальное устройство
В рамках организации местного самоуправления в границах района образован Ординский муниципальный округ. 

Первоначально, в 2004—2019 годах, был Ординский муниципальный район, в состав которого входило 5 сельских поселений. В 2019 году муниципальный район вместе со всеми входящими в него сельскими поселениями были объединены в единое муниципальное образование — Ординский муниципальный округ.
| № | Наименование                       | Административный центр | Количество населённых пунктов | Население (чел.) |
| - | ---------------------------------- | ---------------------- | ----------------------------- | ---------------- |
| 1 | Ашапское сельское поселение        | село Ашап              | 6                             | ↘2280            |
| 2 | Карьевское сельское поселение      | село Карьево           | 3                             | ↘1882            |
| 3 | Красноясыльское сельское поселение | село Красный Ясыл      | 11                            | ↘1684            |
| 4 | Медянское сельское поселение       | село Медянка           | 16                            | ↘3049            |
| 5 | Ординское сельское поселение       | село Орда              | 9                             | ↘5620            |

## Населённые пункты
В Ординском районе 44 населённых пункта: все — сельские.
| №  | Населённый пункт | Тип     | Население | Бывшее поселение |
| -- | ---------------- | ------- | --------- | ---------------- |
| 1  | Андреевка        | деревня | 64        | Красноясыльское  |
| 2  | Ашап             | село    | ↘1534     | Ашапское         |
| 3  | Баляковка        | деревня | 3         | Ашапское         |
| 4  | Белое Озеро      | деревня | 10        | Медянское        |
| 5  | Березовая Гора   | деревня | 216       | Медянское        |
| 6  | Верхний Кунгур   | село    | 380       | Ординское        |
| 7  | Вторые Ключики   | село    | 427       | Красноясыльское  |
| 8  | Голухино         | деревня | 11        | Ординское        |
| 9  | Грибаны          | деревня | 52        | Красноясыльское  |
| 10 | Грызаны          | деревня | 273       | Медянское        |
| 11 | Грязнуха         | деревня | 33        | Ординское        |
| 12 | Губаны           | деревня | 2         | Красноясыльское  |
| 13 | Журавлево        | село    | 75        | Ординское        |
| 14 | Карьево          | село    | 881       | Карьевское       |
| 15 | Климиха          | деревня | 100       | Красноясыльское  |
| 16 | Красный Ясыл     | село    | 737       | Красноясыльское  |
| 17 | Курилово         | деревня | 22        | Ординское        |
| 18 | Малый Ашап       | село    | 941       | Карьевское       |
| 19 | Маринкино        | деревня | 75        | Карьевское       |
| 20 | Медянка          | село    | 934       | Медянское        |
| 21 | Межовка          | деревня | 114       | Красноясыльское  |
| 22 | Мезенцы          | деревня | 48        | Медянское        |
| 23 | Мерекаи          | деревня | 321       | Медянское        |
| 24 | Михайловка       | деревня | 134       | Ашапское         |
| 25 | Михино           | деревня | 490       | Медянское        |
| 26 | Опачевка         | село    | 356       | Красноясыльское  |
| 27 | Орда             | село    | ↘5425     | Ординское        |
| 28 | Павлово          | деревня | 44        | Красноясыльское  |
| 29 | Подберезово      | деревня | 46        | Медянское        |
| 30 | Подзуево         | деревня | 63        | Ординское        |
| 31 | Починки          | деревня | 11        | Медянское        |
| 32 | Притыки          | деревня | 3         | Ординское        |
| 33 | Саламаты         | деревня | 3         | Медянское        |
| 34 | Серкино          | деревня | 42        | Ординское        |
| 35 | Сосновка         | село    | 300       | Ашапское         |
| 36 | Сходская         | деревня | 84        | Красноясыльское  |
| 37 | Тайся            | деревня | 18        | Ашапское         |
| 38 | Терехино         | деревня | 44        | Медянское        |
| 39 | Черемиска        | деревня | 144       | Медянское        |
| 40 | Шарынино         | деревня | 94        | Медянское        |
| 41 | Шерстобиты       | деревня | 0         | Медянское        |
| 42 | Шляпники         | село    | 777       | Медянское        |
| 43 | Щелканка         | деревня | 207       | Ашапское         |
| 44 | Яковлевка        | деревня | 3         | Красноясыльское  |

Упразднённые населённые пункты
- 2000 год — деревня Арсеновка включена в состав села Орда, деревня Новый Поселок — в состав деревни Михайловка[25].
- 2008 год — населённый пункт отдельно стоящий дом Юхнеевская дача[26].
- 2024 год — деревня Паньково.

По состоянию на 1 января 1981 года на территории Ординского района было 59 сельских населённых пунктов.

## Экономика
Ординский район расположен в нефтеносной зоне Западного Урала. В районе разведано восемь газонефтяных месторождений. Годовая добыча нефти составляет примерно 400 тысяч тонн.
Кроме этого, основными полезными ископаемыми на территории района являются нефть, газ, поделочный камень. Известно девять месторождений селенита и поделочного гипса: селенит розовый, светло- и желто-розовый, коричневый; гипс белый, светло-серый и коричневый. Гипс и селенит пригодны для изготовления широкого ассортимента художественных изделий. Добычей камня и изготовлением изделий народно-художественного промысла занимается ОАО «Уральский камнерез».
На территории района есть также месторождения песчано-гравийной смеси, известковых туфов, торфа, кирпичных глин, строительного песка, известняка.
Район имеет разветвленную речную сеть, принадлежащую бассейну р. Камы. Наиболее значительный гидрографический объект — река Ирень, воды которой в связи с характером горных пород содержат значительное количество солей кальция. Имеется 23 пруда, наиболее крупные — Ашапский и Ординский.
Лесные площади в Ординском районе составляют 49,7 тысяч гектаров с общим запасом древесины — 7 миллионов кубометров. Ведение лесного хозяйства на территории района осуществляют Ординский сельский лесхоз и ФГУ «Кунгурский лесхоз» АЛХ по Пермскому краю.
Промышленность района представляют ОАО «Уральский камнерез» (занимается добычей камня), ООО «Уральский камнерез — народные промыслы» (производство изделий народно-художественного промысла), типография, ООО «Сыродел» (производство масла и сыра), ООО «Союзлеспром» (производство пиломатериалов и столярных изделий), а также ООО «Лукойл — Пермь», которое занимается добычей нефти и газа.
Сельское хозяйство района сохраняет зерновое и мясо-молочное направление.

## Инфраструктура
Ординский район имеет устойчивую транспортную связь с г. Кунгуром и краевым центром. В южном направлении автодорожная сеть дает району выход на железнодорожную магистраль Москва-Казань-Екатеринбург с высокой интенсивностью движения.
В Ординском районе три особо охраняемых природных  территории: Ключевской зоологический заказник, Пономаревская пещера, ландшафтный памятник природы Лысая гора. Здесь произрастают 12 растений, занесенных в Красную книгу, а также фиксируются открытые выходы селенита.
Одной из природных достопримечательностей района является Ординская пещера, расположенная на склоне Казаковской горы. Большинство гротов пещеры находятся под водой, и в ней был найден крупнейший в России подводный лабиринт длиной 4,6 километра.
В соответствии с Комплексной программой социально-экономического развития муниципального района на 2006—2010 годы, продолжается строительство жилья, газификация населенных пунктов, капитальный ремонт электрических линий. Ведется разработка целевой комплексной программы «Развитие народных художественных промыслов в Ординском муниципальном районе в 2007—2010 гг», основной целью которой является поддержка и развитие традиционных промыслов и ремесел, бытующих на территории района. 
Экономика района развивается за счёт таких видов деятельности, как сельское хозяйство — ориентированное на производство мяса, молока, зерна. Также выращивают картофель.
К промышленным предприятиям можно отнести Уральский камнерезный комбинат, вообще резьба по камню очень популярна в районе и является одним из народных промыслов.